# 드라간 스코치치
드라간 스코치치(크로아티아어: Dragan Skočić, 1968년 9월 3일 ~ )는 크로아티아의 전 축구 선수이자 현 축구 지도자로 현역 시절 포지션은 미드필더였다.